# John Green
John Michael Green (Indianápolis, Indiana, 24 de agosto de 1977) é um vlogger, empresário, produtor e autor norte-americano de livros para jovens. Ele escreveu vários livros premiados como Looking for Alaska, Paper Towns e The Fault in Our Stars, que foram sucesso de público e crítica, sendo que estes dois últimos foram transformados em filmes, que foram muito bem na bilheteria. Em 2014, Green foi listado na revista Time como uma das "100 Pessoas mais Influentes do Mundo".
Além do seu trabalho como escritor, John também é conhecido por seus trabalhos no YouTube. Em 2007, ele lançou o canal VlogBrothers com seu irmão, Hank Green. Desde então, John e Hank criaram Project for Awesome e a VidCon, além do projeto educacional Crash Course, focado em história, literatura e ciência, que também aborda assuntos como economia, política, astronomia, filosofia, psicologia, sociologia e entretenimento.
Seus livros já venderam mais de 50 milhões de cópias pelo mundo, incluindo 4,5 milhões no Brasil.

## Vida e início da carreira
John Green nasceu em Indianápolis, filho de Mike e Sydney Green. Sua família mudou-se, três semanas após seu nascimento, para Birmingham, Alabama e depois para Orlando, Flórida, onde se assentaram por um período mais extensivo de tempo. Ele frequentou a Lake Highland Preparatory School e depois a Indian Springs School (escola usada como cenário do livro Looking for Alaska) e se formou pelo Kenyon College em 2000 com diploma duplo: em Inglês e Estudos Religiosos.  Ele já falou sobre sofrer bullying na adolescência e como isso tornava a vida dele infeliz.
Depois de se formar na faculdade, Green passou cinco meses trabalhando como capelão estagiário em um hospital pediátrico enquanto estava matriculado na "University of Chicago Divinity School" (embora ele nunca tenha comparecido às aulas). Ele tinha planos de se tornar um pastor da Igreja Episcopal dos Estados Unidos, mas a experiência de trabalhar em um hospital com crianças sofrendo de doenças com risco de vida o inspiraram a ser um autor, e a escrever alguns anos depois The Fault in Our Stars ("A Culpa É Das Estrelas").
Ele viveu muitos anos em Chicago, onde trabalhou para o jornal Booklist como assistente de publicação e editor de produção, enquanto escrevia Looking for Alaska. Trabalhando lá, ele revisou centenas de livros, particularmente ficção e livros sobre o Islã ou gêmeos siameses. Ele também foi um crítico de livros para o The New York Times Book Review e escritor para NPR e outra rádio menor de Chicago. Green morou em Nova York por dois anos enquanto sua esposa fazia faculdade.

## Trabalho como escritor
O primeiro livro de Green, Looking for Alaska, foi lançado em 2005 , pela Dutton Children's Books, um romance adolescente inspirado em coisas que ele viveu na escola Indian Springs. O livro recebeu o prêmio Michael L. Printz da American Library Association. Seu segundo trabalho, An Abundance of Katherines (Dutton), foi lançado no ano seguinte. Assim como seu predecessor, foi muito bem recebido pela crítica.
Em 2008, junto com os autores Maureen Johnson e Lauren Myracle, Green ajudou a escrever Let It Snow: Three Holiday Romances (ed. Speak: The Penguin Group), que contém três histórias interconectadas, incluindo "A Cheertastic Christmas Miracle", escrita por Green.
Ainda em 2008, seu terceiro trabalho, Paper Towns, estreou na quinta posição na lista de best sellers do The New York Times, sendo que este livro foi, em 2015, adaptado para filme. Em 2009, Paper Towns foi premiado com o Edgar Award de "Melhor Livro para Jovens Adultos" e o Corine Literature Prize de 2010.
Green junto com seu amigo David Levithan, colaboraram para o livro Will Grayson, Will Grayson, publicado pela Dutton em 2010, que tem uma temática LGBT.
Seu sexto livro, The Fault in Our Stars ("A Culpa é das Estrelas"), foi lançado em janeiro de 2012. Ele recebeu, para fazer este livro, grande ajuda de sua editora Julie Strauss-Gabel. Green afirmou que várias partes de The Sequel (um livro que ele tinha começado a trabalhar e depois abandonou) acabaram em The Fault in Our Stars. Green assinou cerca de 150 000 cópias da primeira tiragem. O livro ficou no topo da lista dos mais vendidos do The New York Times por duas semanas entre janeiro e fevereiro de 2012. The Fault in Our Stars também foi adaptado para um filme, de mesmo título, lançado nos Estados Unidos em 6 de junho de 2014 e foi um sucesso de bilheteria.
Em outubro de 2017, John lançou seu sétimo livro, Turtles All the Way Down, que foi mais um sucesso de crítica e público.
Em um episódio do seu podcast, The Anthropocene Reviewed, lançado em 27 de agosto de 2020, Green anunciou um novo livro que seria uma adaptação do conteúdo do podcast, que será publicado pela Dutton Penguin em maio de 2021. Este será seu primeiro livro de não ficção.

## Projetos

### Vlogbrothers

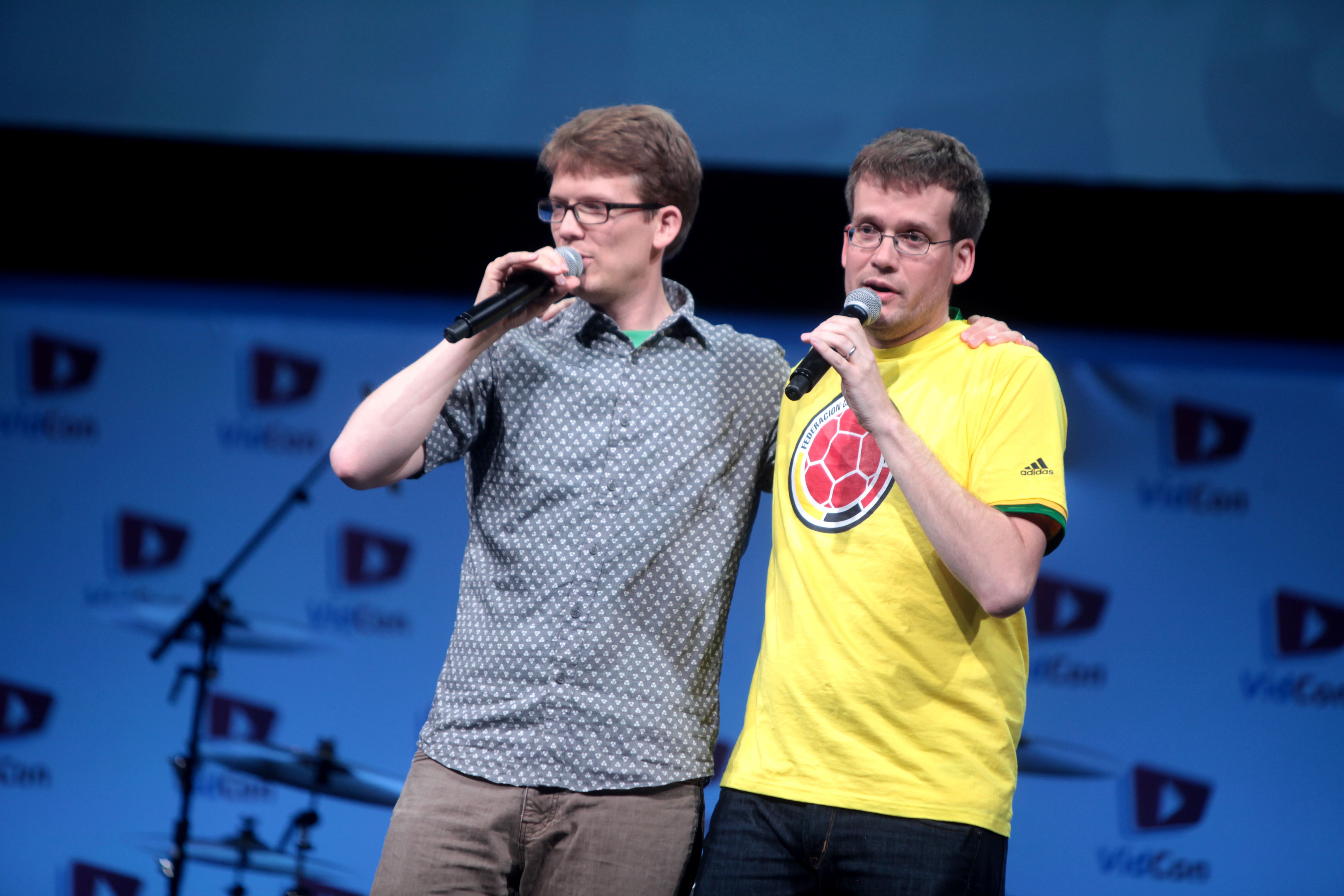
John (direita) com seu irmão Hank.

Em 2007, John Green e seu irmão Hank começaram um Vlog chamado Brotherhood 2.0 que funcionou de 1 de Janeiro até 31 de Dezembro daquele ano. Os dois irmãos concordaram que eles não usariam roteiros neste projeto e nem se falariam diretamente. O único modo de comunicação permitido entre eles eram os vídeos que cada um postava, sempre um enviando a resposta para o vídeo anterior do outro no dia seguinte. Esses vídeos foram para um canal do YouTube chamado "vlogbrothers" (e para o site de mesmo nome) onde eles conseguiram uma grande audiência. No último vídeo do projeto, eles revelaram que manteriam a correspondência por vídeos indefinidamente, e desde 2014 continuaram se falando através do vlog.
O projeto dos dois ganhou atenção internacional, sendo criada uma "fanbase" chamada de "Nerdfighters". Os Nerdfighters, em colaboração com os dois, promovem e participam de um grande número de trabalhos humanitários, incluindo o  "Project for Awesome", um projeto para arrecadar fundos para a caridade. Os líderes dos Nerdfighters fizeram um site para arrecadar dinheiro que até agora já tem quase $3 milhões destinados ao desenvolvimento mundial.
Para manter o canal vlogbrothers, os dois criaram vários projetos paralelos. Esses incluem "Truth or Fail", um game show do YouTube apresentado por Hank com uma variedade de convidados. HankGames (também conhecido como "with..." or "without Hank"), que consiste em mostrar Hank e a vencedora de um  Emmy: The Lizzie Bennet Diaries, jogando vídeo-game. Em 2012, aceitando uma proposta do Google, criaram vários curtas destinados à educação chamado Crash Course. Os temas incluem História Mundial, História Americana e Literatura (apresentado pelo John) e Química, Biologia, Ecologia e Psicologia (apresentado pelo Hank) e "SciShow" (em tradução livre: Programa da Ciência).
Green também participa do canal da revista Mental Floss no YouTube. Ele já havia contribuído com a revista na metade dos anos 2000.
Nerdfighters
Ao longo desse projeto, os irmãos passaram a se dirigir a sua audiência como "nerdfighters", já que, supostamente, ela era toda composta por nerds. Depois do sucesso do vídeo July 18: Accio Deathly Hallows (no spoilers), a popularidade do seu canal passou a aumentar cada vez mais e o público que assistia já não se restringia a nerds.
Os Vlogbrothers agora explicam o que é nerdifighter com a popular frase: they are just like normal people, but instead of flesh and blood, they are made of awesome (em tradução livre: "eles são como pessoas normais, mas ao invés de carne e osso, eles são feitos de maravilha").

### Crash Course
Crash Course é um projeto feito por John e seu irmão, Hank Green, que tem o objetivo de ajudar jovens estudantes de diversas idades. Em 2017, a página já tinha quase 700 milhões de visualizações.

### VidCon

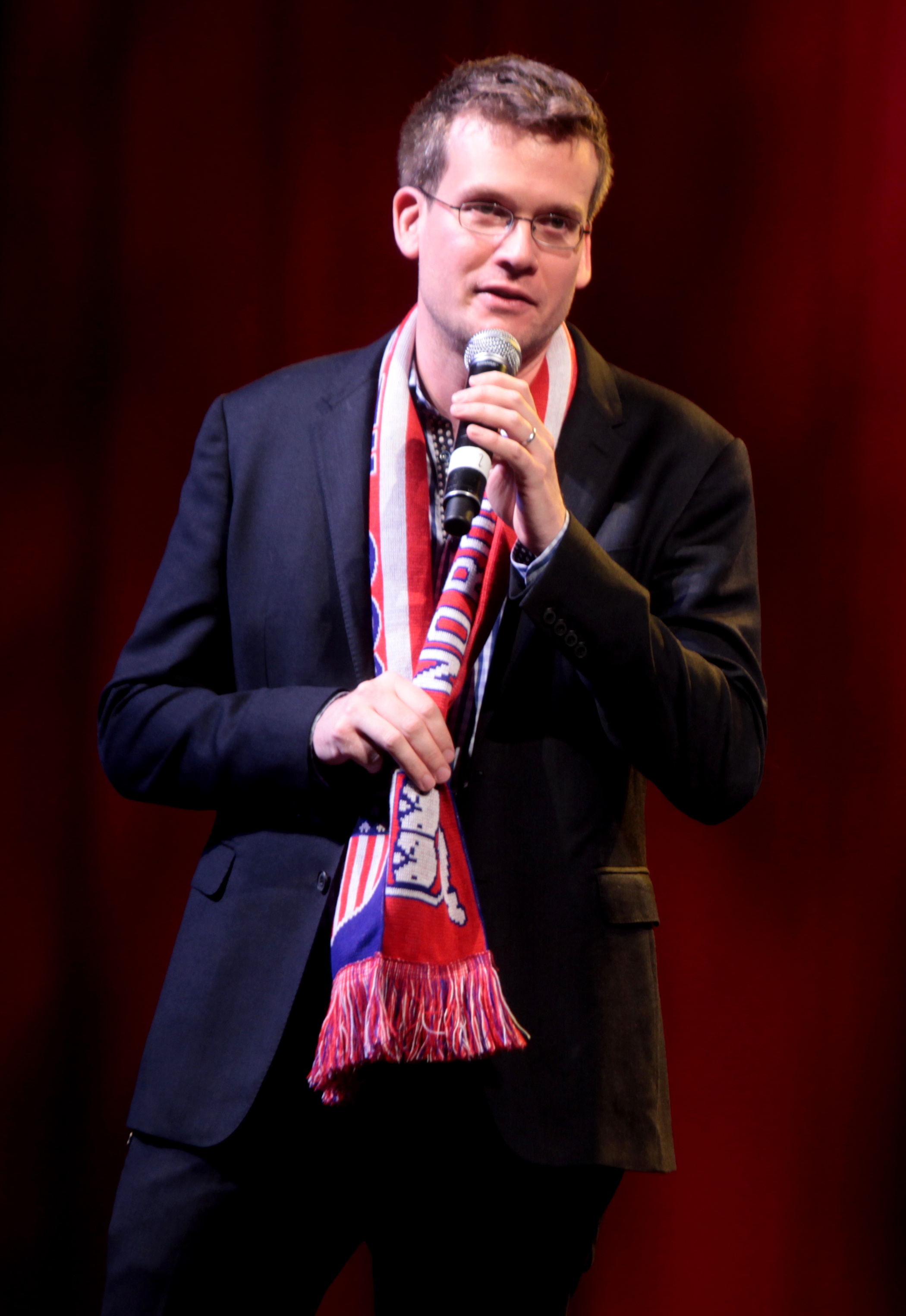
John Green em 2014.

VidCon é uma das maiores conferências anuais de criadores de vídeo. A conferência foi criada pelos irmãos Greens em 2010 em resposta ao crescimento da comunidade de criadores de conteúdo em vídeo online. O evento atrai vários YouTubers famosos, assim como seus fãs, e tem salas especiais para a interação entre eles. Também há conferências de executivos e pessoas de negócios interessados na área.

### Dear Hank & John
Em junho de 2015, John Green e seu irmão Hank Green começaram uma série de podcast intitulados Dear Hank & John. Tendo um tom mais humorístico, cada podcast começa com John lendo um poema e depois eles respondem perguntas dos ouvintes e oferecem conselhos. O programa termina com Hank comentando notícias sobre Marte e John sobre o time de futebol inglês AFC Wimbledon.

### Project for Awesome
Em 2007, os irmãos Greens iniciaram o Project for Awesome (P4A), que tem como objetivo conseguir levantar dinheiro para caridade, onde alguns youtubers participam também, indicando suas próprias organizações de caridade ou sem fins lucrativos, acontecendo tradicionalmente entre 17 e 18 de dezembro. Em 2012, eles conseguiram angariar  US$ 483 446 dólares, passando sua meta de US$ 100 000. O evento é anual e foi ganhando mais apoio e doações maiores com o passar do tempo. Em 2015, foram mais de US$ 1 546 384 dólares. Os irmãos Green doaram um centavo para cada comentário feito no vídeo do Project for Awesome durante o evento. O evento é transmitido via live stream de 48 horas, apresentado por John Green e Hank Green, contando com a presença de várias personalidades do YouTube.

## Vida pessoal
John Green atualmente mora na cidade de Indianápolis, Indiana, na região centro-oeste dos Estados Unidos. Ele vive com sua esposa, Sarah Urist Green, com quem se casou em 21 de maio de 2006. Ela foi curadora no Museu de Arte de Indianápolis antes de começar a trabalhar na websérie The Art Assignment, feito pela PBS. O casal atualmente tem dois filhos (Henry e Alice). Green afirmou ser um cristão episcopal, mas mencionou que se casou numa igreja católica.
John é um ávido fã do Liverpool F.C. da Premier League e já falou abertamente sua paixão pelo futebol inglês. Desde 2015, John patrocina, através do seu canal HankGames, o time de futebol da League One, o AFC Wimbledon, que ele admira muito. John também afirmou apoiar o time local de sua cidade, o Indy Eleven, e foi a alguns jogos.
Green tem transtorno obsessivo-compulsivo e já discutiu abertamente no Youtube sobre sua vida lidando com sua doença mental.

## Livros
| Ano  | Título original                                                            | Título no Brasil                         | Título em Portugal               | Adaptado para filme ou série |
| ---- | -------------------------------------------------------------------------- | ---------------------------------------- | -------------------------------- | ---------------------------- |
| 2005 | Looking for Alaska                                                         | Quem É Você, Alasca?                     | À Procura de Alaska              | Sim                          |
| 2006 | An Abundance of Katherines                                                 | O Teorema Katherine                      | O Teorema Katherine              | Não                          |
| 2008 | Let It Snow: Three Holiday Romances (Com Maureen Johnson e Lauren Myracle) | Deixe a Neve Cair                        | Quando a Neve Cai                | Sim                          |
| 2008 | Paper Towns                                                                | Cidades de Papel                         | Cidades de Papel                 | Sim                          |
| 2010 | Will Grayson, Will Grayson (Com David Levithan)                            | Will e Will, Um nome, Um Destino         | Will e Will, Um nome, Um Destino | Não                          |
| 2012 | The Fault in Our Stars                                                     | A Culpa É das Estrelas                   | A Culpa É das Estrelas           | Sim                          |
| 2017 | Turtles All the Way Down                                                   | Tartarugas Até lá Embaixo                | Mil Vezes Adeus                  | Sim                          |
| 2021 | The Anthropocene Reviewed: Essays on a Human-Centered Planet               | Antropoceno: Notas Sobre a Vida na Terra | O Antropoceno                    | Não                          |
| 2025 | Everything Is Tuberculosis                                                 | ?                                        | ?                                | Não                          |

### Contos
- "The Approximate Cost of Loving Caroline" (parte de Twice Told: Original Stories Inspired by Original Artwork por Scott Hunt) (2006)
- "The Great American Morp" (parte de 21 Proms editado por David Levithan e Daniel Ehrenhaft) (2007)
- "Freak the Geek" (parte de Geektastic: Stories from the Nerd Herd) (2009)
- "Reasons" (parte de What You Wish For) (2011)